# 주소창

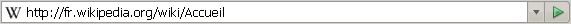

주소창은 웹 브라우저의 위젯으로 현재 보고 있는 웹 페이지의 URL을 표시하는 기능을 한다. 주소창에 새로운 URL를 입력함으로써 페이지를 이동할 수 있다. 윈도우의 인터넷 익스플로러 환경에서는 주소 표시줄로 부른다.
많은 브라우저에서는 URL를 입력할 경우 기존에 사용자가 둘러본 페이지 같은 역사를 참조한 자동 완성 기능을 이용하여 사용자가 입력하고 있는 URL과 기존에 입력했던 비슷한 URL을 보여주기도 한다.
몇몇 웹사이트에서 파비콘이 설정되어 있을 경우, 주소창에 자그마한 아이콘을 표시해주기도 한다.
몇몇 웹 브라우저에서는 주소창에서 현재 웹 페이지의 보안 상태를 알려주기도 한다. 예를 들어 데이터를 교환할 때 사이트에서 암호화 처리를 하는 경우 특별한 색과 자물쇠 아이콘으로 교환하는 정보가 암호화 처리된다는 것을 사용자에게 알려준다.
윈도우 탐색기에도 주소창이 포함되어 있는데, 파일 경로를 표시하는 역할을 한다. 하지만 윈도 탐색기의 주소창에서도 URL를 입력하면 웹 브라우저처럼 웹 페이지를 표시하게 된다.

## 같이 보기
- 콤보 상자